# Suiyuan shidan

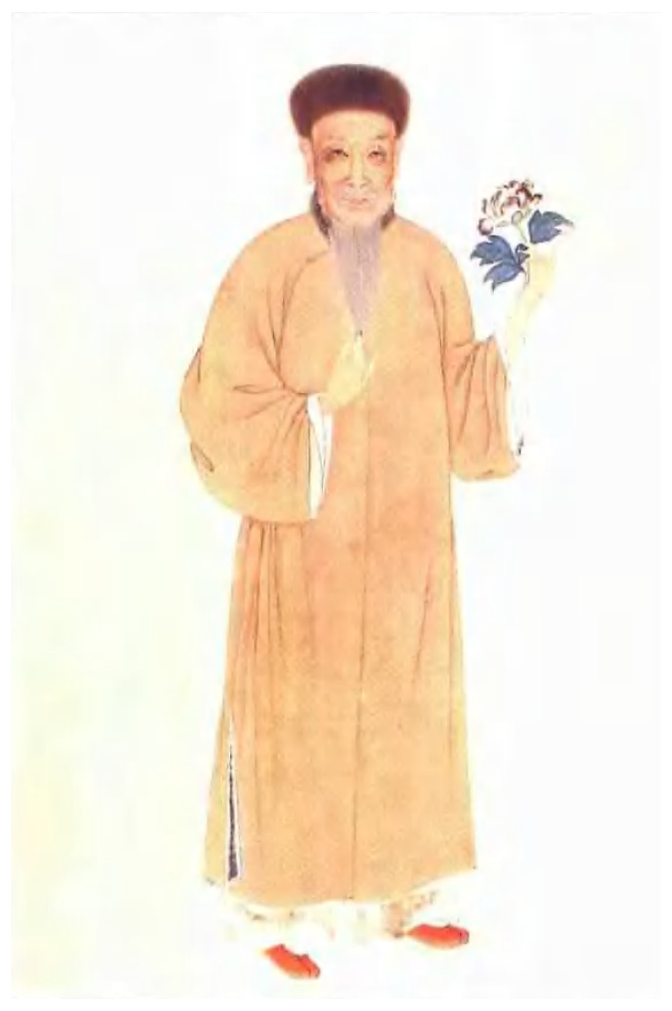
Yuan Mei autor de la obra Suiyuan shidan, editada en 1792.

El Suiyuan shidan (隨園食單/随园食单 , pinyin: Suíyuán shídān) es un trabajo sobre gastronomía escrito por el poeta y erudito de la dinastía Qing Yuan Mei. Fue publicado en 1792 (el año 57 del emperador Qianlong) y contiene instrucciones y críticas sobre la gastronomía de China, así como un gran número de recetas de platos de la época.

## Contenido
La obra refleja la postura literaria «ortodoxa» de Yuan sobre la cocina china, que ridiculizó las opulentas exhibiciones y platos en los banquetes de su época. A Yuan también le molestaba lo que él consideraba la corrupción de la comida china por parte de los cocineros manchúes. El trabajo contiene un prefacio, dos capítulos sobre gastronomía y 12 capítulos sobre recetas que usan varios ingredientes:
- Prefacio
- Conocimiento esencial (nota única): 20 secciones
- Cosas a evitar (戒 單): 14 secciones
- Mariscos (lista de mariscos): 9 secciones
- Delicadezas de río (江 鮮 單): 9 secciones
- Animal sacrificado (cerdo) (pedido especial): 43 secciones
- Varios animales: 16 secciones
- Aves de corral (羽单单 ): 56 secciones
- Pez escamado: 17 secciones
- Peces sin escamas: 28 secciones
- Varios platos vegetarianos: 47 secciones
- Platos pequeños (menú pequeño): 41 secciones
- Aperitivos y dim sum (postre): 55 secciones
- Arroz y Congee (飯 粥 單): 2 secciones
- Té y vino (茶酒 單): 16 secciones

## Alimentos y teoría

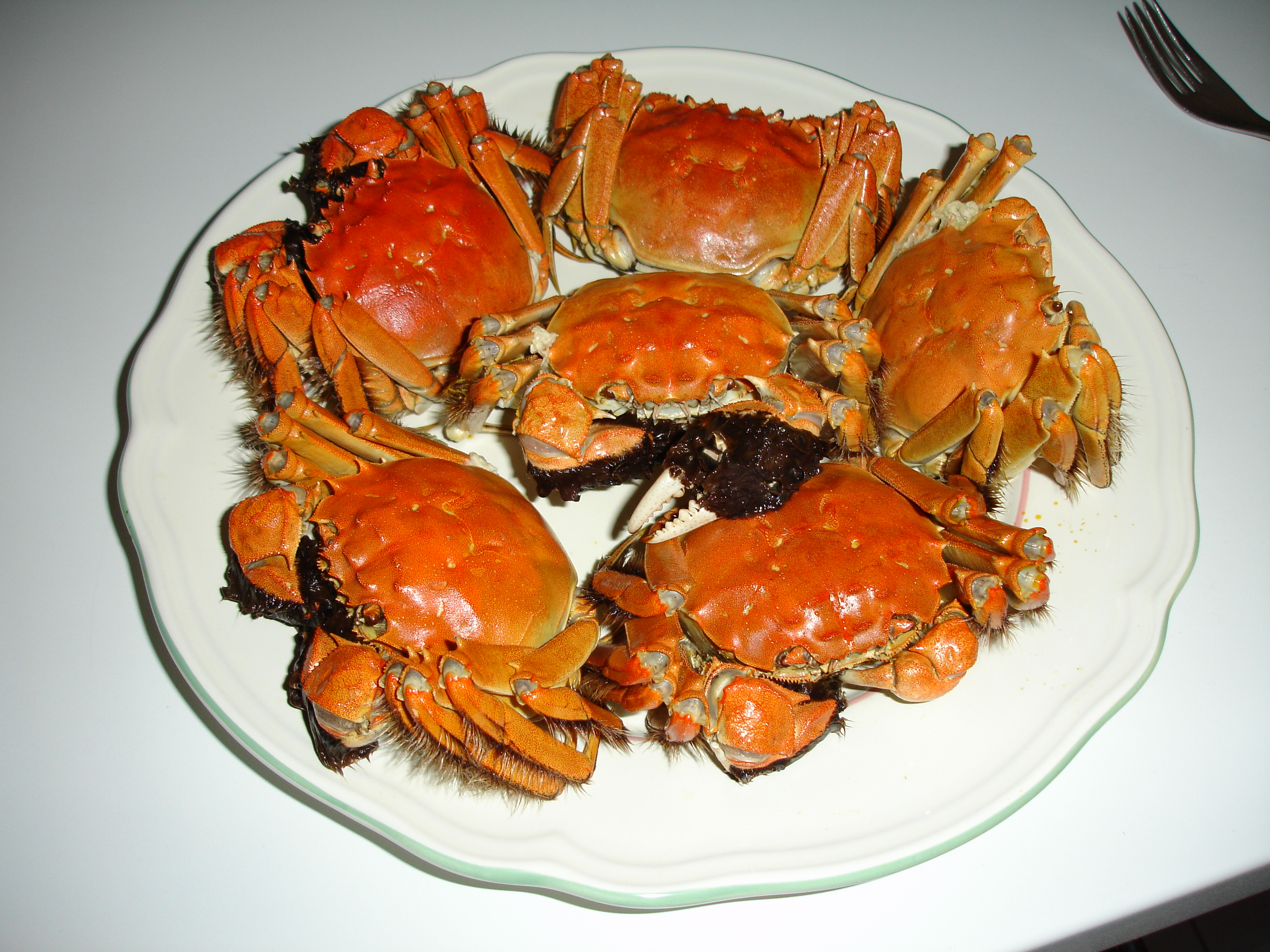
cangrejos cocidos.

Una gran variedad de alimentos y recetas se presentan en el Suiyuan Shidan que muestran las preferencias gustativas de Yuan Mei y las personas a mediados del siglo XVIII. Por ejemplo, una receta particular para imitar a los cangrejos llenos de huevas, muestra que la demanda y la intensa afición por el cangrejo y las huevas de cangrejo en la cocina china se remonta a varios siglos, y que la gente también ha intentado activamente encontrar un sustituto para cuando no está disponible:

假蟹 煮黃魚二條，取肉去骨，加生鹽蛋四個，調碎，不拌入魚肉；起油鍋炮，下雞湯滾，將鹽蛋攪勻，加香蕈、蔥、薑汁、酒，吃時酌用醋。

Cangrejo de imitación: Hierva dos corvinas amarillas y quite sus espinas. Agregue al pescado cuatro huevos salados crudos. Rompa los huevos sin mezclarlos con el pescado, y freír todo rápidamente con aceite. A la mezcla agregue el caldo de pollo, deje hervir, y luego mezcle el huevo salado hasta que la mezcla esté bien hecha. Termine el plato con shitake, cebollas verdes, jugo de jengibre y vino. Sirva con cantidades generosas de vinagre.

## Edición posterior adaptada
Más de medio siglo después de la publicación de Suiyuan Shidan, Xia Chuanzheng (夏 傳 曾, 1843-1883) anotó y expandió el contenido de la obra original y la publicó como Suiyuan Shidan Buzheng (隨 園 食 lit lit lit, iluminada . "Suiyuan Shidan extendido y rectificado"). El trabajo modificado contiene dos capítulos adicionales sobre:
- Edulcorantes y colorantes (lista dulce)
- Condimentos (condimentos individuales)

El texto original también fue anotado a fondo con referencia a obras históricas y filosóficas chinas, y enumeraba los efectos terapéuticos de los alimentos basados en la medicina china tradicional. La corrección de errores en el Suiyuan Shidan también fue proporcionada por Xia junto con anécdotas humorísticas a veces a los alimentos.